# Новая Шурма
Новая Шурма — деревня в Сергиево-Посадском районе Московской области России, входит в состав сельского поселения Селковское.

## Население
| 1835 | 1850 | 1857 | 1859 | 1895 | 1905 | 1926 | 2002 |
| ---- | ---- | ---- | ---- | ---- | ---- | ---- | ---- |
| 11   | ↗13  | ↗14  | ↗15  | ↗201 | ↘191 | ↗229 | ↘6   |
| 2006 | 2010 |      |      |      |      |      |      |
| →6   | ↘5   |      |      |      |      |      |      |

## География
Деревня Новая Шурма расположена на севере Московской области, в северо-восточной части Сергиево-Посадского района, примерно в 80 км к северу от Московской кольцевой автодороги и 28 км к северу от станции Сергиев Посад Ярославского направления Московской железной дороги.
В 12 км юго-восточнее деревни проходит Ярославское шоссе М8, в 20 км к югу — Московское большое кольцо А108, в 6 км к западу — автодорога Р104. Ближайшие населённые пункты — хутор Ремнёво, деревни Григорово и Малинки.
Связана автобусным сообщением с городом Сергиевым Посадом.

## История
Исторические сведения о погосте Подлипы, Шурма тож, расположенного в 160 верстах от губернского города, относятся к началу XVII века.

погостъ Троица—Подлипы, а въ немъ церковь Живоначальныя Троицы — строеніе мірское; при церкви попъ Аггей Ивановъ, пашни церковной 4 четв., перелогу и лѣсом поросло 16 четв.— писцовые книги 1628—1629 гг.
В 1712 году в местном церковном приходе было 69 дворов.
В 1757 году прихожанами была построена новая деревянная Троицкая церковь. Она просуществовала до конца XVIII столетия, когда в 1798 году с благословения епископа Суздальского Виктора на средства местного помещика майора Уварова, местного вотчинника князя Голицына и наследника его имения князя Долгорукого было начато строительство нового каменного Троицкого храма, завершённое в 1812 году.
При церкви имелась церковно-приходская библиотека, а с 1877 года работала земская народная школа (в 1893 году 46 учащихся).

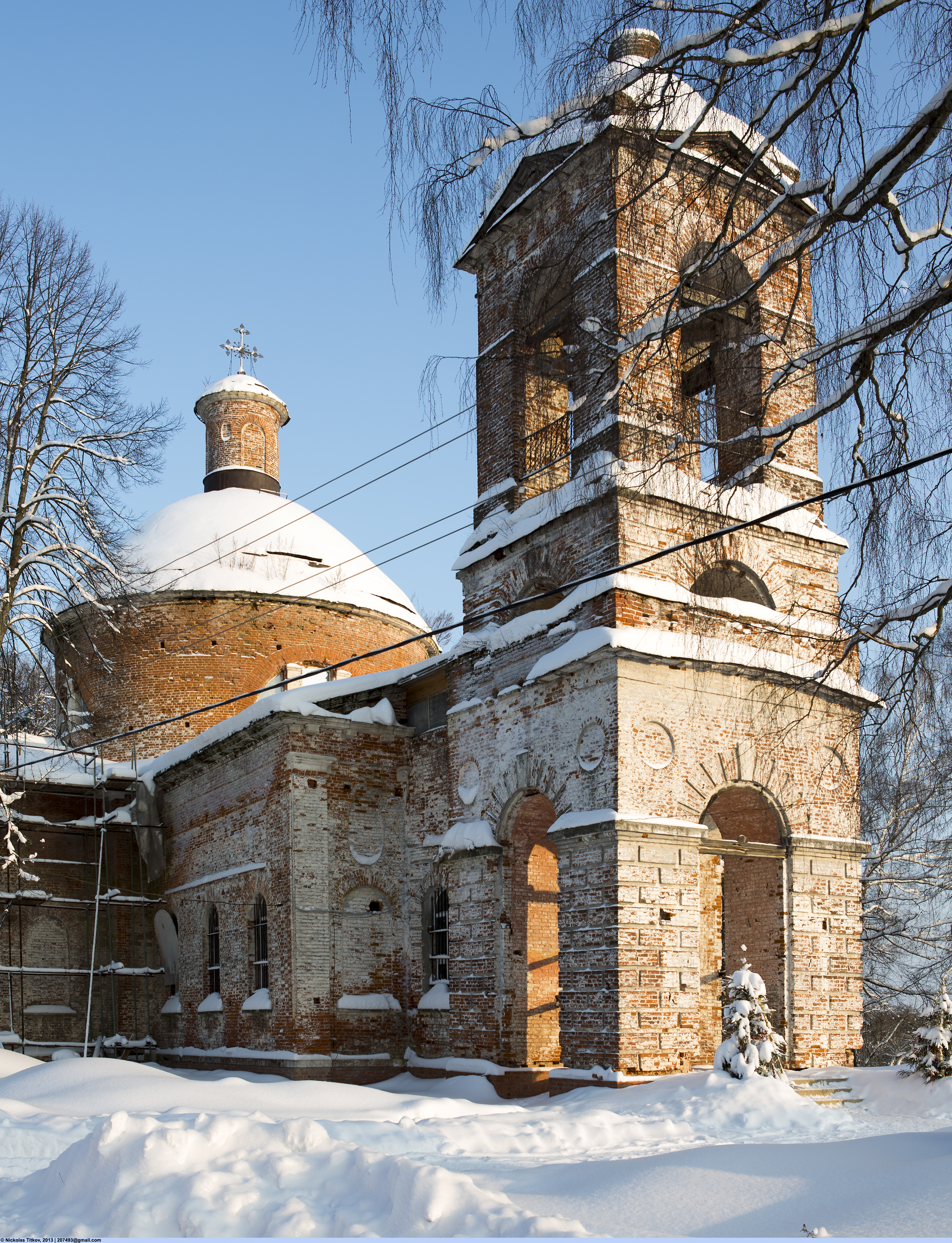
Троицкая церковь

После устройства храма деревня близ него была вновь поселена князем Голицыным и стала называться Новой.
В конце XIX века погост Подлипы и деревня Новая слились в единое селение Новая Шурма.
В 1961 году церковь была закрыта, в 1994 году в тяжёлом состоянии возвращена верующим. Является объектом культурного наследия России как памятник градостроительства и архитектуры федерального значения.
В «Списке населённых мест» 1862 года Подлипы (Подлипский, Шурма) — погост 2-го стана Переяславского уезда Владимирской губернии по правую сторону Углицкого просёлочного тракта от границы Александровского уезда к Калязинскому, в 50 верстах от уездного города и становой квартиры, при колодце, с 5 дворами, православной церковью и 15 жителями (7 мужчин, 8 женщин).
По данным на 1895 год — деревня Хребтовской волости Переяславского уезда с 201 жителем (105 мужчин, 96 женщин). Основными промыслами населения являлись возка лесного материала из соседних лесных дач в Сергиевский посад и пилка дров, 17 человек уезжало в качестве фабричных рабочих на отхожий промысел в Москву и уезды.
По материалам Всесоюзной переписи населения 1926 года — центр Ново-Шурмовского сельсовета Хребтовской волости Сергиевского уезда Московской губернии в 7,5 км от Угличско-Сергиевского шоссе и 30,9 км от станции Сергиево Северной железной дороги; проживало 229 человек (93 мужчины, 136 женщин), насчитывалось 58 хозяйств (55 крестьянских).
С 1929 года — населённый пункт Московской области в составе:
- Новошурмовского сельсовета Константиновского района (1929—1957)[17],
- Новошурмовского сельсовета Загорского района (1957—1959)[18],
- Торгашинского сельсовета Загорского района (1959—1963, 1965—1991)[19][20],
- Торгашинского сельсовета Мытищинского укрупнённого сельского района (1963—1965)[21][20],
- Торгашинского (до 09.01.1991) и Селковского сельсоветов Сергиево-Посадского района (1991—1994)[20],
- Селковского сельского округа Сергиево-Посадского района (1994—2006)[22],
- сельского поселения Селковское Сергиево-Посадского района (2006 — н. в.)[23][24].

## Известные уроженцы
- Павел (Подлипский) — епископ Русской православной церкви, архиепископ Черниговский и Нежинский.